# Gevindspindel
En gevindspindel er en type skrue som benyttes til at omdanne en roterende bevægelse til en retlinjet bevægelse. Typisk brugt i præcisionsmaskiner som f.eks. drejebænke, fræser (sv)e og 3D printere.